# Chicago Spire
Forma do edifício Chicago Spire
Chicago Spire é um arranha-céu que está em construção em Chicago, Estados Unidos. Projetado pelo arquiteto espanhol Santiago Calatrava e desenvolvido por Garrett Kelleher, da Shelbourne Development Group, estava planejado para ser concluído em 2010, porém, em 2015, as obras se encontram paralisadas. A intenção é de que o edifício chegue a 609.6 metros (2 000 pés).

## Desenvolvimento
Em 15 de novembro de 2006, após aprovação da cidade, o grupo responsável pelo projeto emitiu uma nota para a imprensa informando que a construção da torre iria começar em meados de 2007. A empresa adquiriu o terreno para a torre em julho, o parque DuSable, e afirmou que finalizou as plantas e autorizou os projetistas a seguirem em frente. Algumas fotos do mês de novembro de 2007 apresentavam indícios de inundação do solo, semelhante à inundação que paralisou as obras da Infinity Tower, em Dubai, mas não passou de alarme falso.
No segundo semestre de 2008, problemas financeiros levaram a paralisação da construção. Apenas as fundações foram concluídas. Não há previsão para o retorno das obras, nem se seguirá o projeto original.